# Połom (Rytro)

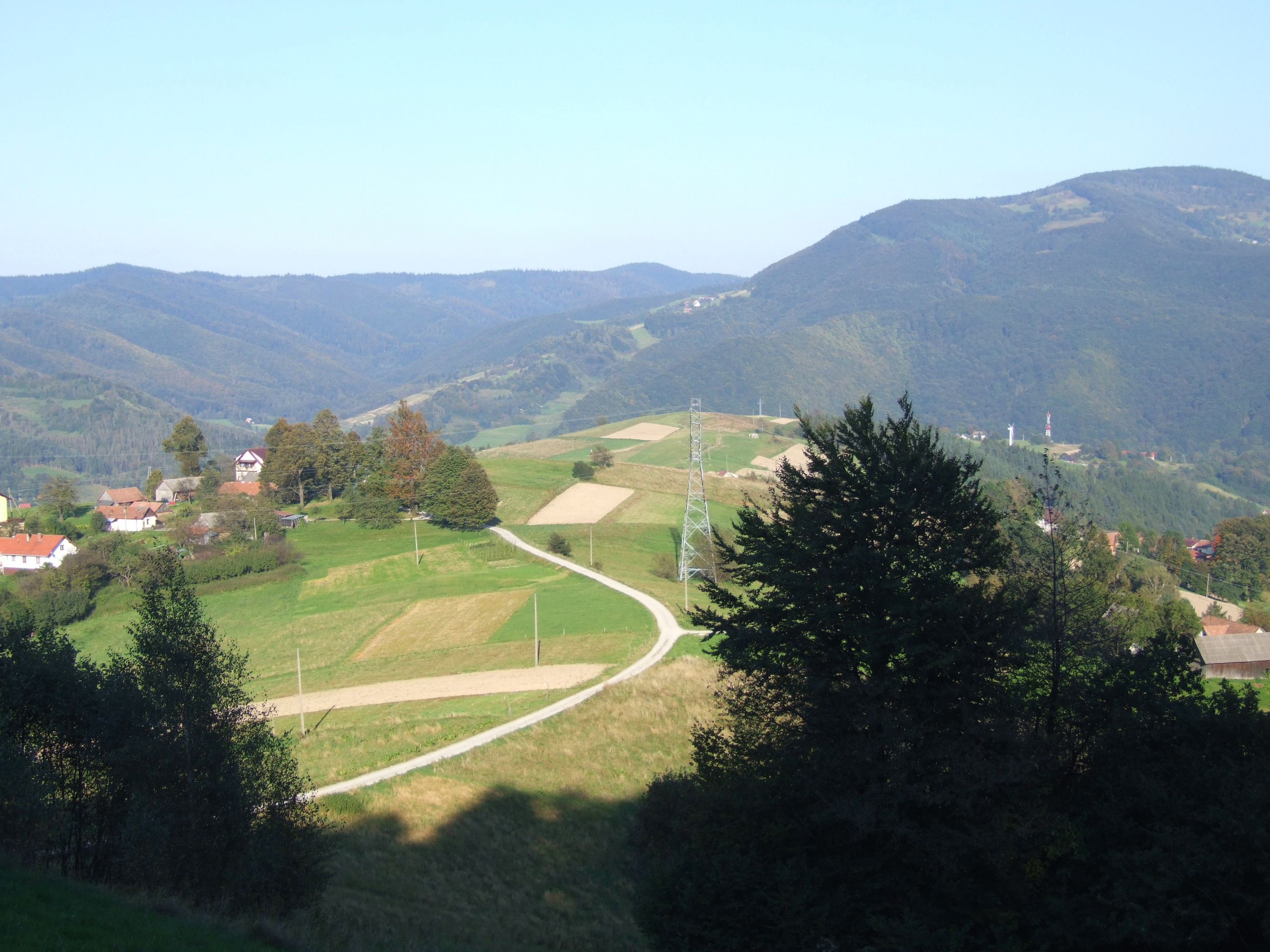
Połom, dolina Popradu i Makowica

Połom – długi (2,5 km) i otwarty grzbiet górski o wysokości do 503 m n.p.m. w północnej części Rytra (gmina Rytro, powiat nowosądecki, województwo małopolskie) w Paśmie Radziejowej Beskidu Sądeckiego.
Połom stanowi końcowy fragment grzbietu odchodzącego w kierunku północno-wschodnim od Wielkiej Prehyby (1191 m n.p.m.) ciągnącego się przez Wietrzne Dziury, Wdżary Wyżne, Kanarkówkę i dochodzącego na odległość 200 m od Popradu w Rytrze.
Na szczycie i północnym zboczu Połomi rozsiadły się przysiółki Rytra: Połom Niżna (Majchry, Majerka, Ubocz) i Połom Wyżna (Cyrla, Kuligówka, Limasy, Za Górą).
Przez Połom prowadzi żółty gminny szlak turystyczny łączący się za Kanarkówą z PTTK-owskim niebieskim prowadzącym na Przehybę i trasa rowerowa nr 2.
Na Połomi znajdują się m.in. wiatraki – elektrownie wiatrowe (pierwszy od 1991 r., drugi od 2011 r.), schron bojowy z 1939 roku i wysoki (12 metrów) metalowy krzyż dźwignięty tu w 2006 roku z okazji 75-lecia miejscowej parafii.